# Sybra fortipes
Sybra fortipes là một loài bọ cánh cứng trong họ Cerambycidae.